# Delfi
Delfi (grčki: Δελφοί) su bili starogrčko svetište i proročište u Fokidi pod planinom Parnas; centar grčke kulture i vjerovanja (grčka religija). Moderni grad istog imena nalazi se odmah zapadno od arheološkog lokaliteta i 2001. godine je imao 3.511 stanovnika.
Arheološka istraživanja od kraja 19. stoljeća otkrila su golem kompleks Apolonova svetišta opasana bedemima: teatar, riznice, vijećnicu, trijemove i dr. Iznad svetišta nalazili su se gimnazij (prostor za hrvače), studij i svetište Atene s hramom. Arheološki kompleks je od 1987. godine na UNESCOvom popisu svjetske baštine.

## Povijest
Ovo kultno mjesto bilo je sveto još od kasnog mikenskog doba. Od 8. st. pr. Kr. postalo je glasovito Apolonovo svetište u kojem je proročica Pitija davala dvosmislene odgovore na pitanja koja su države, gradovi ili pojedinci postavljali u važnim okolnostima.
Od početka 6. st. pr. Kr. Delfi su i mjesto održavanja Pitijskih igara (svake četiri godine), ali i sjedište vjersko-političkog saveza nekih grčkih plemena.
Od 590. do 356. godine pr. Kr. Delfi uživaju autonomiju, ali tijekom idućih stoljeća bili su više puta opljačkani, te od 2. st. pr. Kr. postupno gube svoj značaj.
Svetište je ukinuo car Teodozije I. 390. godine.

## Svetište
Prostorna organizacija provedena je tek toliko da omogući funkcioniranje svake građevine. Vijugavi put prolazi kroz čitav kompleks, a volumeni se isključivo ravnaju po terenu; svojim smještajem slijede strmi oblik Parnasa. 
Najvažnija su tri dijela: Apolonov hram, Dionizijevo kazalište, te niz riznica i zavjetnih građevina. Bili su okruženi zidom koji je za njih predstavljao tzv. sveti krug. Nad svetim krugom bio je smješten stadion, dok je ispod svetog kruga bio gimnazium, tolos i riznice. Sport je u starih Grka bio važna djelatnost njezinih građana.

## Poveznice
- Stara Grčka
- Umjetnost stare Grčke
- Zeusov kip u Olimpiji
- Olimpija

## Vanjske poveznice
- Službene stranice arheološkog nalazišta.  Arhivirana inačica izvorne stranice od 1. listopada 2007. (Wayback Machine)
- Službene stranice muzeja.  Arhivirana inačica izvorne stranice od 1. listopada 2007. (Wayback Machine)
- Francuska povijest Atene u Delfima. (fr.)
- Glavna stranica modernog naselja.  Arhivirana inačica izvorne stranice od 4. ožujka 2009. (Wayback Machine) (engl.) (grč.)
- Grčko ministarstvo kulture: Delfi.
- Delfi (grč.)
- C. Osborne, "Kratki posjet Delfima i Sibilama".  Arhivirana inačica izvorne stranice od 3. travnja 2005. (Wayback Machine)
- Livius arhiva slika: Delfi.  Arhivirana inačica izvorne stranice od 24. prosinca 2007. (Wayback Machine)
- Eloise Hart, "Proročište Delfi".
- International Delphic Council (en).